# Čačalaka rudořitá
Čačalaka rudořitá (Ortalis ruficauda) je pták z čeledi hokovitých, který žije na pobřeží Karibského moře v Kolumbii a Venezuele a na ostrovech Tobago a Grenadiny. 

## Systematika
Druh poprvé popsal William Jardine v roce 1847. Tvoří 2 poddruhy:
- O. r. ruficrissa Sclater, PL & Salvin, 1870 – severní Kolumbie, severozápadní Venezuela
- O. r. ruficauda Jardine, 1847 – od severovýchodní Kolumbie po severní Venezuelu, Tobago a Isla de Margarita

## Popis
Stavbou těla připomíná krocana, má dlouhé nohy a ocas a poměrně malou hlavu. Délka těla dosahuje 53–58 cm, samec váží kolem 640 g, samice kolem 540 g. Základní zbarvení je šedohnědé, na hřbetě tmavší a na břiše světlejší, na hrdle a konci ocasu má čačalaka jasně červené peří.

## Biologie
Obývá převážně suchou buš a galeriové lesy v blízkosti moře nebo vodních toků, hnízdí na stromech a živí se ovocem a květy. Hnízdo má tvar široké mělké misky z větví, vystláno je listy. Samice snáší 3–4 vejce. Dokáže vzletět přímo do výšky a obratně se vyhýbá větvím, nelétá však na dlouhé vzdálenosti. Vytváří hejna, která mají okolo dvaceti jedinců. V ranních hodinách se ozývá pronikavým křikem, který dal tomuto rodu jméno.
Jedná se o velmi sociálního ptáka, který se v době hnízdění vyskytuje v páru, mimo hnízdní období tvoří menší skupinky do cca 12 jedinců.
Trinidad a Tobago ho pod názvem cocrico považuje za národního ptáka, spolu s ibisem rudým je vyobrazen ve státním znaku.